# 關永傑
关永杰（？年—1642年），字岳華，號人孟，陕西巩昌府隴西縣人。明末政治人物。

## 生平
关永杰出身世袭百户家庭，相貌奇伟，很像画像中的关公。他中萬曆四十三年（1615年）乙卯科陕西乡试舉人，崇祯四年（1631年）登辛未科进士，吏部观政后，五年授開封府推官，六年任河南乡试同考官，举卓异，不久丁忧归乡。九年起补绍兴府推官，十二年升兵部武选司主事，十三年升河南按察司佥事，同年丁忧去职。喪期過后，督师杨嗣昌见他有才干，举荐用于军前，任为河南睢陈兵备佥事，驻于陈州。崇祯十五年（1642年）二月，李自成率军攻击陈州，关永杰与知州侯君擢、乡绅崔泌之、举人王受爵等率士民分守。顺军派人来劝降，永杰斩来使，将其头挂在城头上。顺军大怒，一举攻下陈州。永杰在战中被俘虏，大骂不止，被乱刀杀死。明朝追赠他为光禄寺卿。

## 延伸阅读
[在维基数据编辑]
 《明史卷二百九十三》，出自《明史》